# Callidium
Callidium är ett släkte av skalbaggar som beskrevs av Fabricius 1775. Callidium ingår i familjen långhorningar.

## Bildgalleri

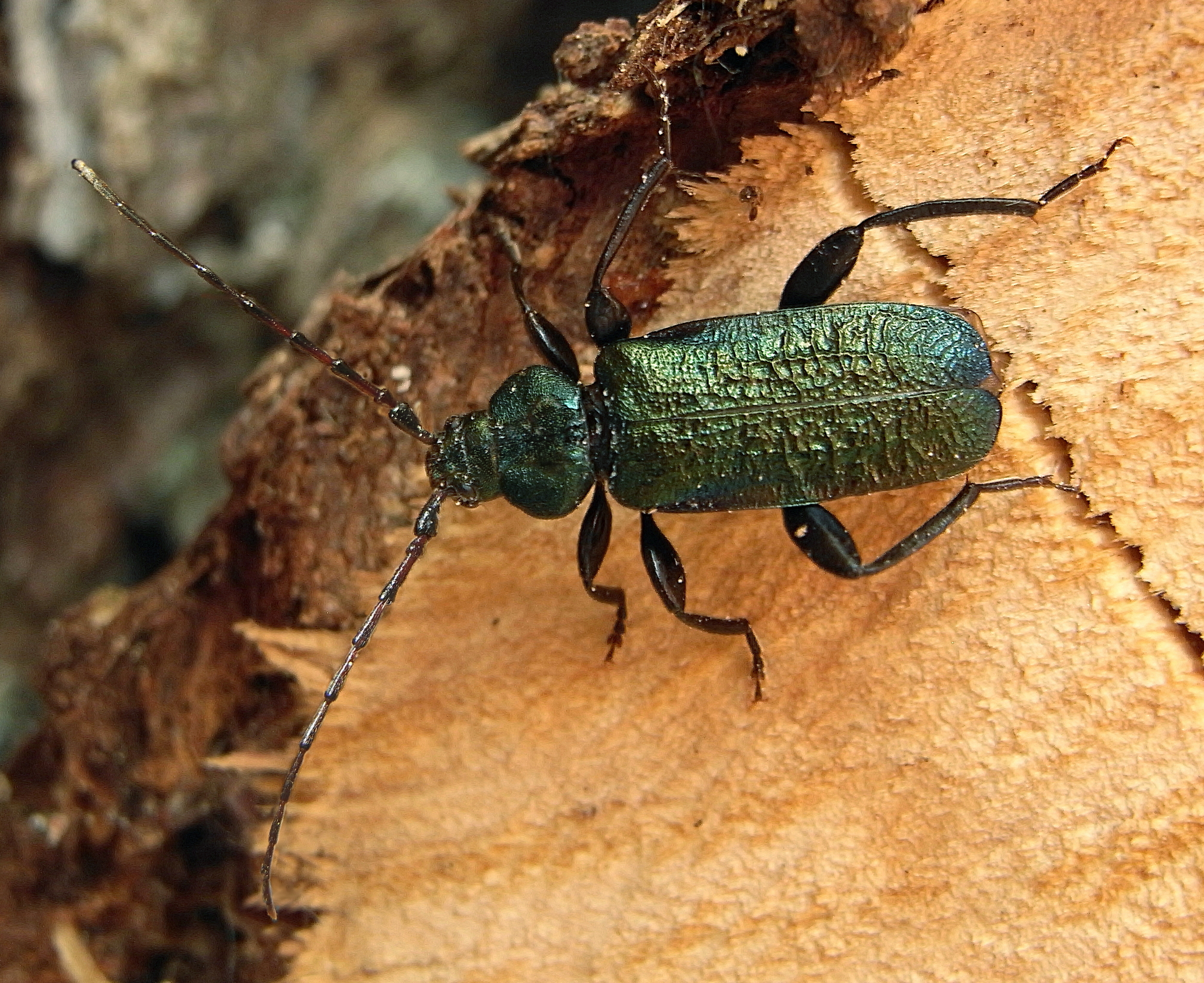
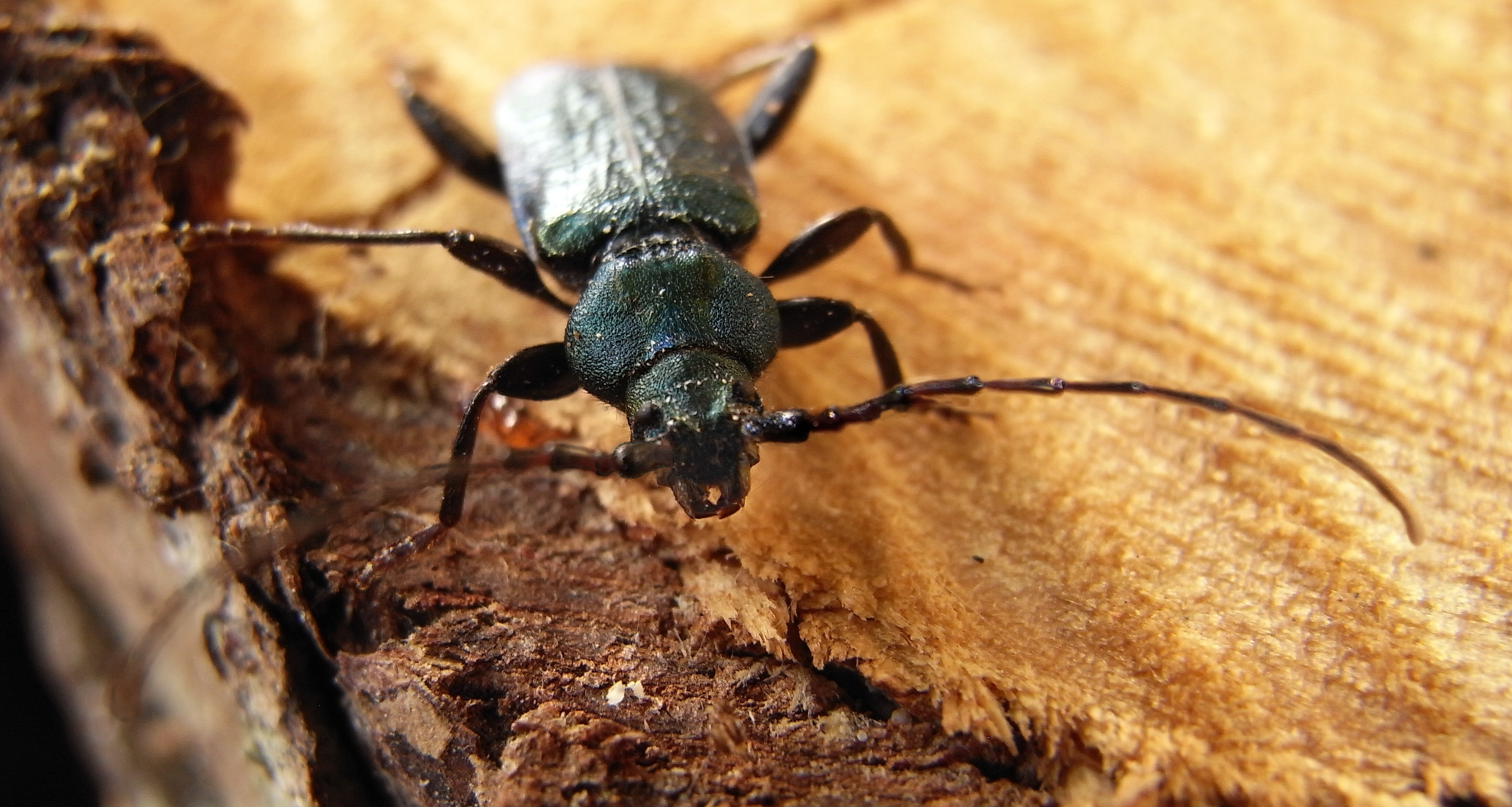
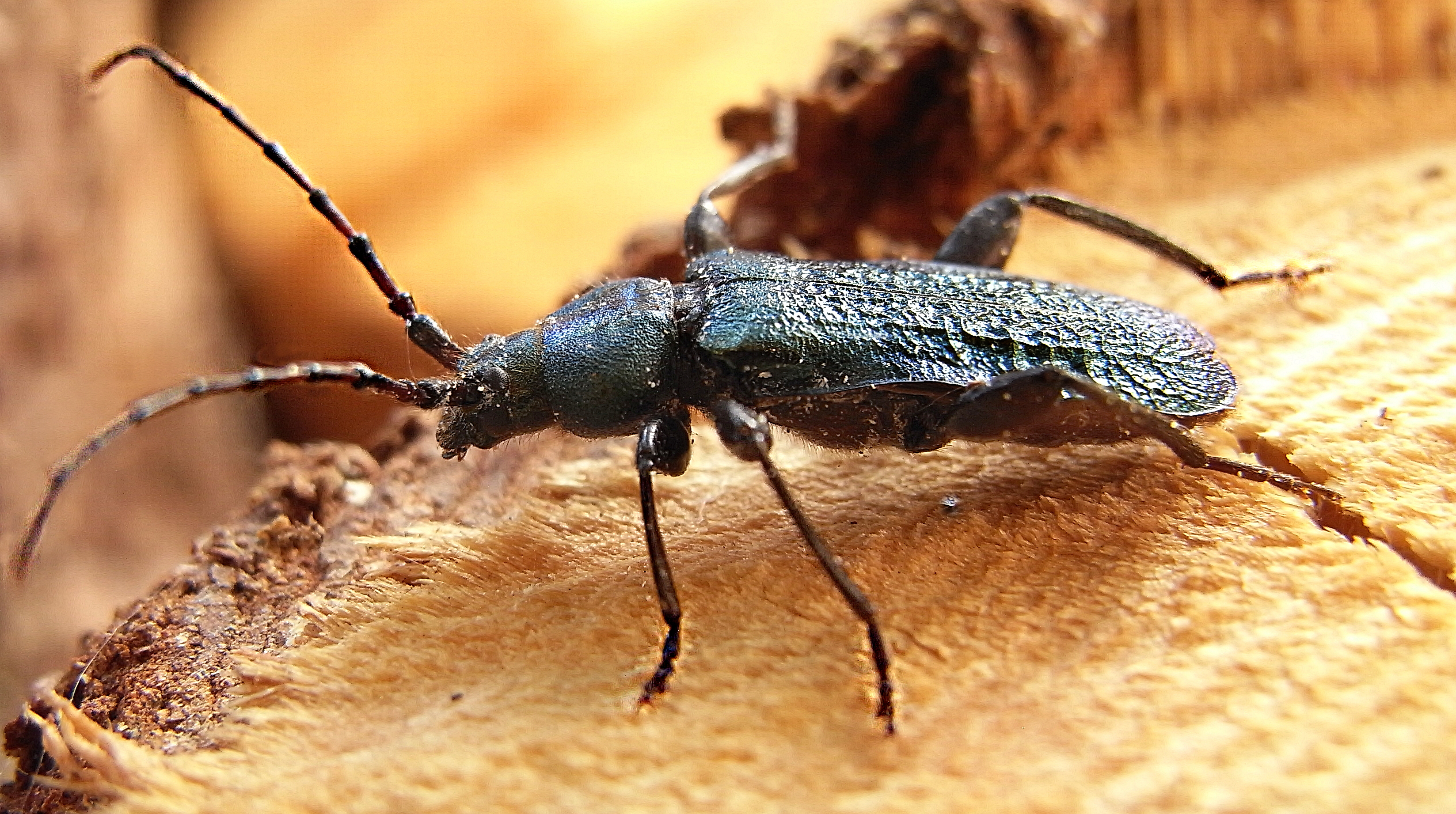
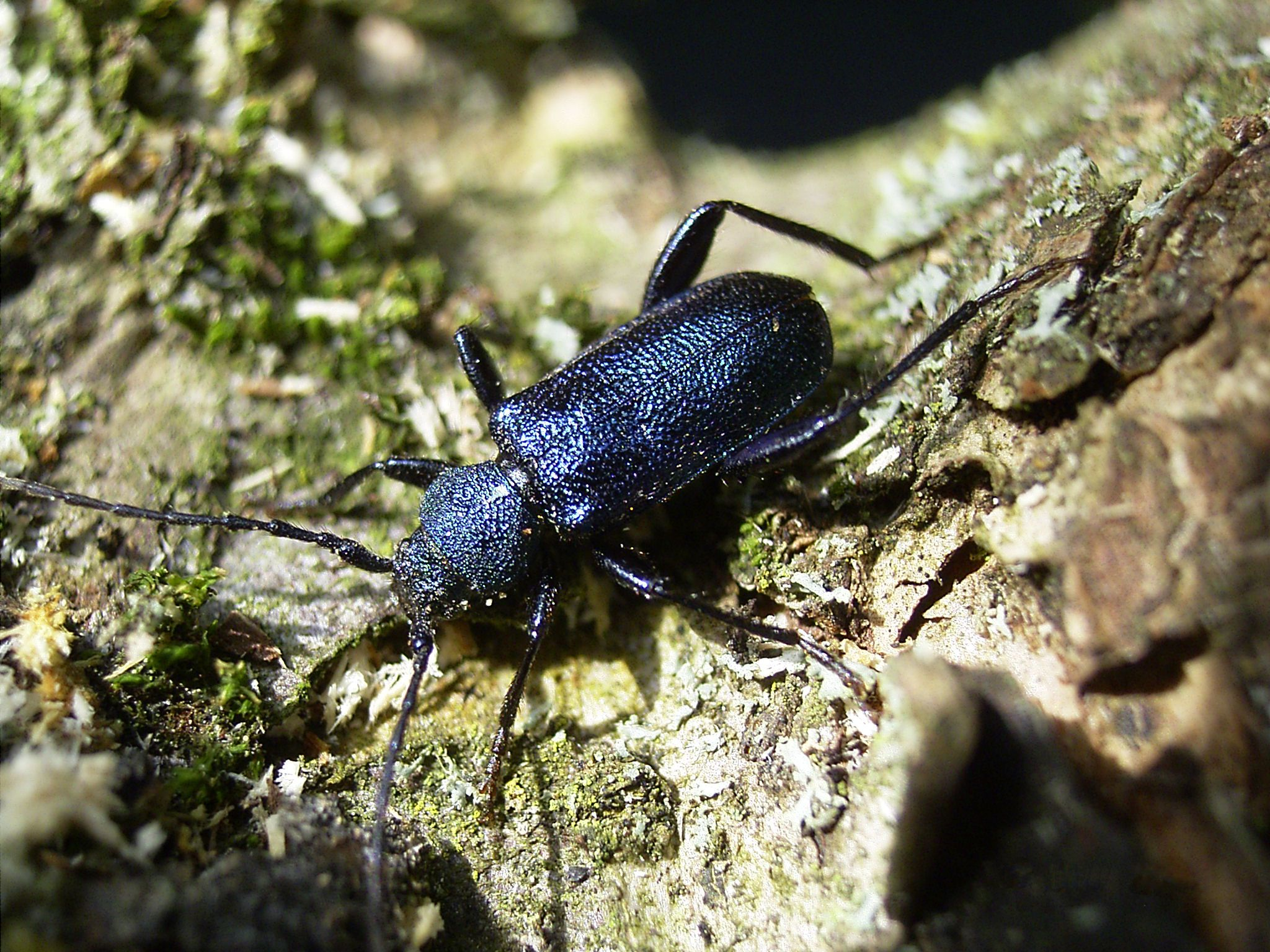
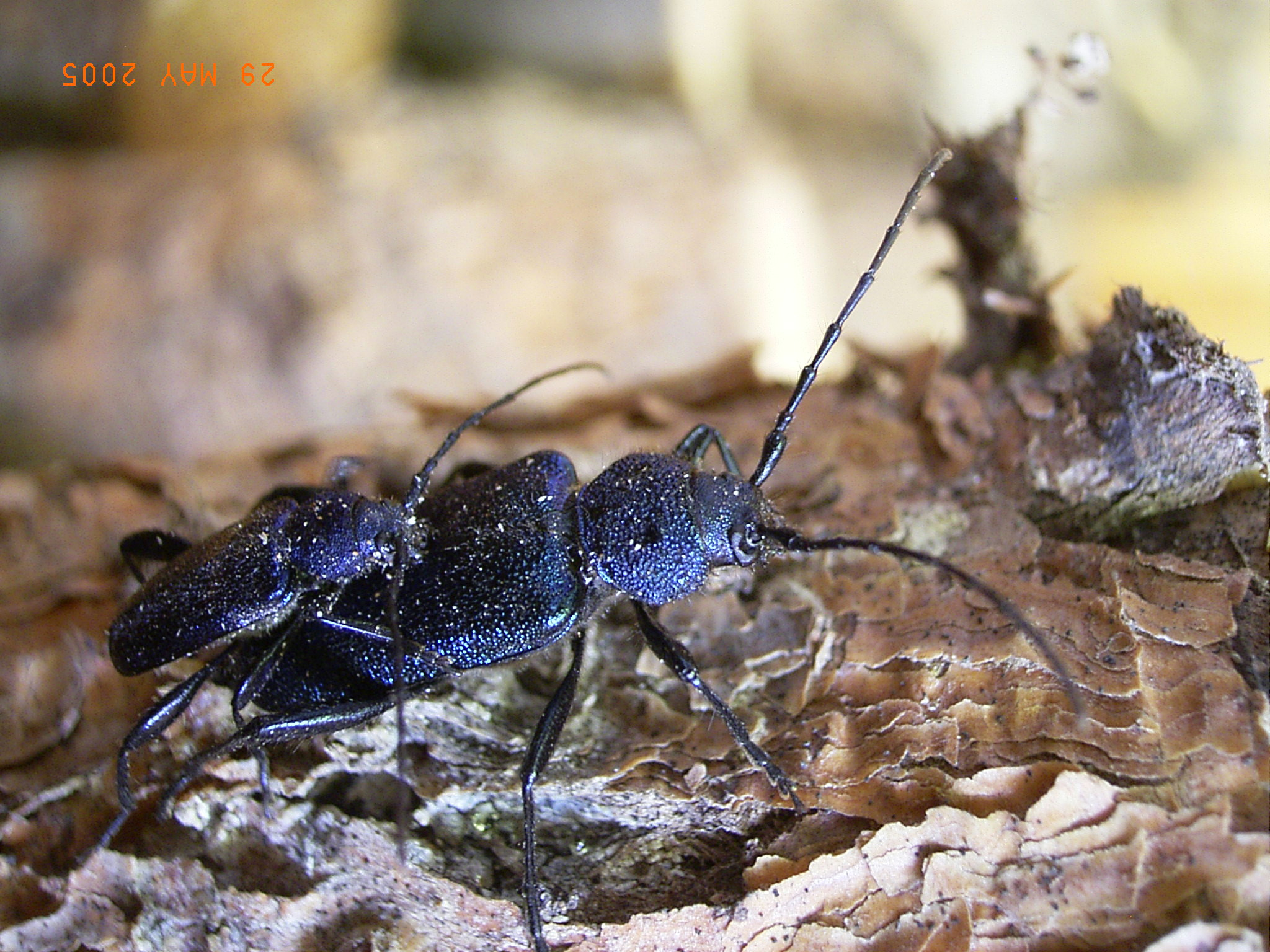
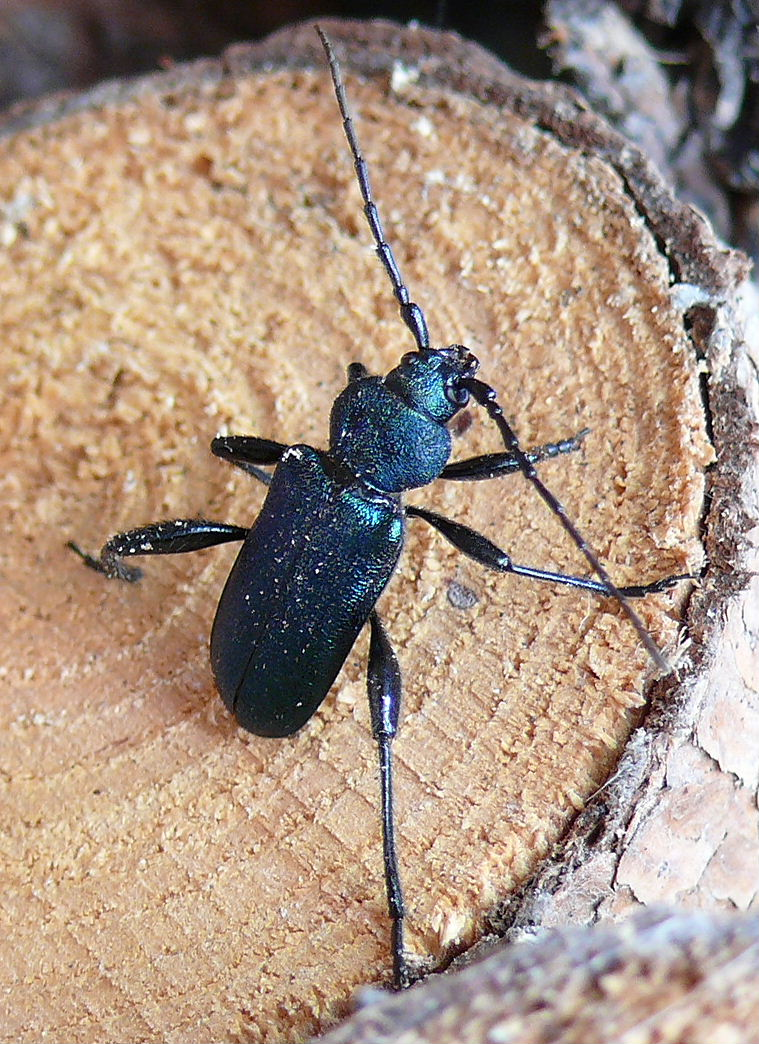

## Dottertaxa tillCallidium, i alfabetisk ordning[1][2]
- Callidium aeneum
- Callidium angustipennis
- Callidium bifasciatum
- Callidium biguttatum
- Callidium brevicorne
- Callidium californicum
- Callidium cedri
- Callidium chlorizans
- Callidium cicatricosum
- Callidium coriaceum
- Callidium duodecimsignatum
- Callidium faber
- Callidium frigidum
- Callidium fulvicolle
- Callidium hengduanum
- Callidium hoppingi
- Callidium juniperi
- Callidium kuratai
- Callidium leechi
- Callidium libani
- Callidium piceonotatum
- Callidium powelli
- Callidium pseudotsugae
- Callidium schotti
- Callidium scutellare
- Callidium sempervirens
- Callidium sequoiarium
- Callidium subcostatum
- Callidium subtuberculatus
- Callidium syriacum
- Callidium texanum
- Callidium vandykei
- Callidium violaceipenne
- Callidium violaceum
- Callidium viridicolle
- Callidium viridocyaneum